# Hugo Will
Hugo Will (* 28. Januar 1899 in Sternberg, Kreis Heilsberg; † Mai 1945 auf der Halbinsel Kola) war ein deutscher römisch-katholischer Geistlicher und Märtyrer.

## Leben
Hugo Will, Sohn eines Gastwirts, wuchs mit acht Geschwistern auf, erlernte einen kaufmännischen Beruf und machte Kriegsdienst im Ersten Weltkrieg. Dann bereitete er sich privat auf das Abitur vor, das er 1924 vor einer Kommission bestand. Er studierte katholische Theologie in Braunsberg und wurde am 2. März 1930 in Frauenburg zum Priester geweiht. Er war Kaplan in Heinrikau, Kreis Braunsberg, ab 1932 in Elbing und ab 1936 in Bischofstein, wo er statt des ausgewiesenen Propstes die Pfarrei zu verwalten hatte. Am 29. Januar 1945 wurde die Stadt von der Roten Armee besetzt. Pfarrvikar Will wurde am 20. März 1945 über Insterburg in die UdSSR verschleppt. Er starb im Mai 1945 auf der Halbinsel Kola im Alter von 46 Jahren.

## Gedenken
Die Römisch-katholische Kirche in Deutschland hat Hugo Will als Märtyrer aus der Zeit des Nationalsozialismus in das deutsche Martyrologium des 20. Jahrhunderts aufgenommen.